# Angelo Bagnasco
Angelo Bagnasco (Pontevico, 14 januari 1943) is een Italiaans geestelijke en een kardinaal van de Rooms-Katholieke Kerk.
Bagnasco is de tweede zoon van de fabrieksarbeider Alfredo Bagnesco en diens vrouw Rosa. Hij bezocht het gymnasium in Genua en vervolgens het seminarie. Hij werd op 29 juni 1966 priester gewijd. Hij werkte in een parochie in Genua en behaalde een doctoraat in de filosofie aan de Universiteit van Genua. Vervolgens werd hij hoogleraar aan de Genuese vestiging van de Facoltà Teologica dell' Italia Settentrionale. In 1987 verhief paus Johannes Paulus II hem tot kapelaan van Zijne Heiligheid. Van 1990 tot 1996 was Bagnasco directeur van het onderwijsbureau van het bisdom Genua. In 1995 volgde zijn benoeming tot vicaris-generaal van dat bisdom.
Op 3 januari 1998 werd Bagnasco benoemd tot bisschop van Pesaro; zijn bisschopswijding vond plaats op 7 februari 1998. Toen op 11 maart 2000 het bisdom Pesaro omgezet werd in een aartsbisdom, werd Bagnasco hiervan de eerste aartsbisschop. Op 20 juni 2003 werd hij benoemd tot aartsbisschop voor het Italiaans militair ordinariaat. Op 29 augustus 2006 volgde zijn benoeming tot aartsbisschop van Genua.
Van 2007 tot 2017 was Bagnasco voorzitter van de Italiaanse bisschoppenconferentie.
Bagnasco werd tijdens het consistorie van 24 november 2007 kardinaal gecreëerd. Hij kreeg de rang van kardinaal-priester. Zijn titelkerk werd de Gran Madre di Dio. Hij nam deel aan het conclaaf van 2013. Op 14 januari 2023 verloor hij - in verband met het bereiken van de 80-jarige leeftijd - het recht om deel te nemen aan een toekomstig conclaaf.
Van 2016 tot 2021 was Bagnasco tevens voorzitter van de Raad van Europese Bisschoppenconferenties.
Bagnasco ging op 8 mei 2020 met emeritaat.
Bagnasco geldt als een vooraanstaand criticus van het huwelijk tussen mensen van hetzelfde geslacht. Hij werd om deze opvattingen sterk bekritiseerd in Italië en zelfs verscheidene keren met de dood bedreigd.
- Gemeinsame Normdatei: 1152269127
- Istituto Centrale per il Catalogo Unico: TO0V370325
- Système universitaire de documentation: 195016734
- Virtual International Authority File: 90370051
- WorldCat: E39PBJjtfjjMBXKqrDxWbqYF8C